# Christophe Pierre
Christophe Louis Yves Georges Pierre (Rennes, 30 de janeiro de 1946) é um diplomata e cardeal francês da Igreja Católica que pertence ao serviço diplomático da Santa Sé, atual núncio apostólico nos Estados Unidos.

## Biografia

### Início e presbiterado
Passou a maior parte de sua infância na África, principalmente na então colônia francesa de Madagascar, onde completou sua educação primária em Antsirabe, mas também passou alguns anos nas colônias britânicas do atual Malawi e Zimbabwe. Ele continuou a escola secundária em Saint-Malo, regressando à França, mas também frequentou o liceu francês em Marrakech durante um ano, no Marrocos, que recentemente deixara de ser Protetorado francês.
Sentindo amadurecer a sua vocação ao sacerdócio, em 1963 ingressou no Seminário Maior Saint-Yves da sua cidade natal: aqui fez o curso de dois anos em filosofia, suspendendo depois os estudos de julho de 1965 a outubro de 1966 para cumprir o serviço militar obrigatório, e depois o triênio teológico. Em 1969 matriculou-se no Instituto Católico de Paris, onde obteve o mestrado em teologia em 1971. Nesse ínterim, ele recebeu a ordenação presbiteral em 5 de abril de 1970, na catedral de São Vicente em Saint-Malo, pela imposição das mãos do cardeal Paul Joseph Marie Gouyon, Arcebispo de Rennes, sendo incardinado, aos vinte e quatro anos, como presbítero da mesma arquidiocese. Pouco depois foi-lhe confiado o seu primeiro encargo pastoral como vigário paroquial na igreja dos Santos Pedro e Paulo em Colombes, na diocese de Nanterre, onde permaneceu três anos.
Em 1973 foi enviado a Roma, onde estudou na Pontifícia Universidade Lateranense, obtendo o doutorado em direito canônico quatro anos depois, e ao mesmo tempo foi aluno da Pontifícia Academia Eclesiástica, onde se realiza a formação de sacerdotes destinados ao serviço diplomático da Santa Sé; entre outros, aqui foi colega de seu compatriota e futuro cardeal Jean-Louis Tauran.
Ingressou oficialmente no corpo diplomático em 5 de setembro de 1977, servindo durante os dezoito anos seguintes nas seguintes representações papais: desde 1977 na Nova Zelândia e nas ilhas do Oceano Pacífico por quatro anos; ao longo de 1981 em Moçambique; desde 1982 no Zimbabwe por quatro anos; desde 1986 em Cuba por três anos; desde 1989 no Brasil por dois anos; de 1991 no Escritório das Nações Unidas e instituições especializadas em Genebra, Suíça, até sua promoção ao episcopado.

### Episcopado
Em 12 de julho de 1995, o Papa João Paulo II o nomeou núncio apostólico no Haiti, sendo que ao mesmo tempo foi-lhe atribuída a sé titular de Gunela com a dignidade de arcebispo. Recebeu a ordenação episcopal no dia 24 de setembro seguinte, na mesma catedral onde fora ordenado sacerdote, por imposição das mãos de Angelo Sodano, Cardeal Secretário de Estado, sendo coadjuvado pelo cardeal Gouyon e por Jacques André Marie Jullien, respectivamente arcebispo emérito e arcebispo metropolitano de Rennes.
Chegando a Porto Príncipe pouco tempo depois, encontrou uma situação bastante difícil no país, que há anos vivia uma situação de conflito entre a Igreja e o Estado. Num clima de crise geral, procurou compreender e mediar as divergências dentro do episcopado haitiano, tentando não se posicionar em um cenário político já dilacerado; tratou também da destituição do estado clerical do presidente Jean-Bertrand Aristide, até então um sacerdote salesiano.
Em 10 de maio de 1999, o papa o transferiu para chefe da nunciatura apostólica em Uganda. Nos quase oito anos que lá passou, apoiou o trabalho dos missionários escalabrinianos, dando uma contribuição significativa no apoio à população carente por meio da melhoria e divulgação da educação e da assistência à saúde.
Após o assassinato do núncio Michael Aidan Courtney por um grupo armado no Burundi em 29 de dezembro de 2003, no dia seguinte ele foi chamado para celebrar a missa de réquiem em seu sufrágio na catedral de Maria Regina Mundi em Bujumbura, na presença de milhares de pessoas, enquanto o funeral era realizado na Irlanda; ele foi convidado a supervisionar a missão diplomática da Santa Sé no Burundi até a nomeação do sucessor Paul Richard Gallagher em 22 de janeiro de 2004.
Em 22 de março de 2007, o Papa Bento XVI o transferiu como chefe da nunciatura apostólica no México. Acompanhou o pontífice durante sua viagem apostólica ao México, de 23 a 26 de março de 2012, recebendo-o no aeroporto de Silao junto com outras autoridades políticas e eclesiásticas e acompanhando-o também no restante de sua visita a Léon.
Ele teve a oportunidade de conhecer o novo Papa Francisco em audiência privada em 27 de setembro de 2014 e 14 de dezembro de 2015, enquanto de 12 a 18 de fevereiro de 2016 o acompanhou em sua viagem apostólica, que visitou várias cidades do país americano: a capital Cidade do México, San Cristóbal Ecatepec, Tuxtla Gutiérrez, San Cristóbal de Las Casas, Morelia e Ciudad Juárez. Depois que o pontífice repreendeu severamente os bispos mexicanos durante sua visita, o jornal da arquidiocese da Cidade do México questionou se ele havia sido adequadamente informado sobre as questões mexicanas, fazendo as perguntas: "O Papa tem algum motivo para repreender os bispos mexicanos? [...] Será que as palavras improvisadas do Santo Padre respondem aos maus conselhos de alguém próximo a ele? Quem deu maus conselhos ao Papa?" O núncio foi de forma geral reconhecido como sendo o alvo do editorial e a fonte deste "mau conselho".
Em 12 de abril de 2016, o papa o transferiu para a nunciatura apostólica nos Estados Unidos. Com este novo cargo, as conversas privadas com o pontífice se intensificaram até a frequência de uma por ano, excluindo 2020 devido à pandemia de COVID-19: ele foi recebido em audiência em 21 de abril de 2016, logo após sua nomeação, em 2 de outubro de 2017, em 10 de novembro de 2018, em 14 de junho de 2019,, em 6 de setembro de 2021, e em 12 de setembro de 2022.
Como núncio se comprometeu a apoiar os direitos dos imigrantes, participando de manifestações e reuniões com os bispos na fronteira entre os Estados Unidos e o México, como a realizada em Nogales, Arizona, em outubro de 2016 e a realizada em San Juan de Porto Rico, em fevereiro de 2017. No mês de julho seguinte, ele celebrou a missa no Jamboree Nacional Escoteiro, evocando seus cinco anos de escotismo em uma homilia ligando o ideal do movimento escoteiro ao serviço cristão ao próximo, na véspera de um discurso do presidente Donald Trump.

### Cardinalato
Em 9 de julho de 2023, o Papa Francisco anunciou durante o Angelus que o criaria cardeal no Consistório de 30 de setembro de 2023. Recebeu o barrete vermelho e a diaconia de São Bento fora da Porta de São Paulo.
Em 4 de outubro de 2023, foi nomeado membro da Administração do Patrimônio da Sé Apostólica.